# Giro di Puglia 1991
Il Giro di Puglia 1991, ventesima edizione della corsa, si svolse dal 23 al 27 giugno 1991 su un percorso totale di 932 km, ripartiti su 5 tappe. La vittoria fu appannaggio dell'italiano Fabiano Fontanelli, che completò il percorso in 25h02'12", precedendo i connazionali Enrico Zaina e Marco Lietti.

## Tappe
| Tappa  | Data      | Percorso                      | km  | Vincitore di tappa | Leader cl. generale |
| ------ | --------- | ----------------------------- | --- | ------------------ | ------------------- |
| 1ª     | 23 giugno | San Severo > Monte Sambuco    | 190 | Fabiano Fontanelli | Fabiano Fontanelli  |
| 2ª     | 24 giugno | Lucera > Santo Spirito        | 180 | Mario Cipollini    | Fabiano Fontanelli  |
| 3ª     | 25 giugno | San Paolo di Bari > Crispiano | 168 | Mario Kummer       | Fabiano Fontanelli  |
| 4ª     | 26 giugno | Taranto > Tricase             | 188 | Mario Cipollini    | Fabiano Fontanelli  |
| 5ª     | 27 giugno | Tricase > Martina Franca      | 206 | Laurent Fignon     | Fabiano Fontanelli  |
| Totale | Totale    | Totale                        | 932 |                    |                     |

## Classifiche finali

### Classifica generale
| Pos. | Corridore          | Squadra                   | Tempo     |
| ---- | ------------------ | ------------------------- | --------- |
| 1    | Fabiano Fontanelli | Italbonifica-Navigare     | 25h02'18" |
| 2    | Enrico Zaina       | Carrera-Vagabond          | a 12"     |
| 3    | Marco Lietti       | Ariostea                  | a 17"     |
| 4    | Jacky Durand       | Castorama                 | s.t.      |
| 5    | Enrico Galleschi   | Gis Gelati-Ballan         | s.t.      |
| 6    | Oscar Pellicioli   | Colnago-Lampre            | a 2'17"   |
| 7    | Bruno Cenghialta   | Ariostea                  | a 3'15"   |
| 8    | Stefano Zanatta    | Gatorade-Château d'Ax     | a 6'05"   |
| 9    | Endrio Leoni       | Jolly Componibili-Club 88 | a 16'55"  |
| 10   | Florido Barale     | Amore & Vita-Fanini       | a 20'54"  |